# Pérola Negra (telenovela brasileña)
Pérola Negra (en español, Perla Negra) es una telenovela brasileña producida y transmitida por SBT entre el 9 de noviembre de 1998 y 18 de junio de 1999, adaptada por Henrique Zambelli y Clayton Sarzy, con dirección de Antonino Seabra, Henrique Martins y Nilton Travesso. Fue una adaptación de la telenovela argentina Perla Negra de 1994, escrita por Enrique Torres. Fue grabada en 1997.
Fue protagonizada por Patrícia de Sabrit y Dalton Vigh, con papeles antagónicos de Maximira Figueiredo y Cibele Larrama.

## Trama
Pérola Marques (Patrícia de Sabrit) fue recién nacida abandonada en un internado con un collar de 22 perlas, cada una pagando la matrícula escolar anual. Cuando cumpla 21 años, se le debe dar la última perla antes de dejar la escuela. Pérola crece con su mejor amiga Eva (Vanusa Splinder), quien llegó al internado a los ocho años, tras la muerte de sus padres, a causa de su abuela, Rosália Pacheco Oliveira (Maximira Figueiredo). Eva es heredera de una fortuna que incluye una industria cosmética. La abuela Rosália odiaba a su nuera y le transmitió todo su odio a su nieta, por lo que decidió llevarla a un internado. 
Muchos años después, Eva, a punto de cumplir 20 años, es seducida por Tomás Álvares Toledo (Dalton Vigh) y queda embarazada. El bebé nace en total secreto y nadie fuera de la escuela sabe quién es la verdadera madre del niño. Amigos inseparables, Pérola y Eva se prometen mutuamente que se harán cargo del niño en cuanto salgan del internado. Pasados unos meses, Eva recibe la noticia de la muerte de su abuelo Carlos Pacheco Oliveira (Rildo Gonçalves) Patriarca de la familia, él, para vengarse de Rosália, quien lo traicionó en el pasado, deja todo a su nieta. Heredera y 21 años, Eva decide buscar a su familia y hacerse cargo de su propiedad, llevándose a su amiga Pérola con ella. Sin embargo, un accidente automovilístico en la ruta victimizó a Eva.
Pérola sobrevive y en el hospital la confunden con su amiga. Luego decide asumir la identidad de Eva para recuperar a “su hijo” y cumplir su promesa de cuidar al niño. Al llegar a la casa de Pacheco Oliveira, Pérola, ahora como Eva, se enfrenta a la hostilidad de algunas personas, entre ellas, Malvina (Cibele Larrama), la novia de Tomás, el hombre que sedujo a Eva. El tiempo pasa y Eva (en realidad Pérola), decidida, toma el control de la firma familiar de cosméticos, garantizando la seguridad de su "hijo" Carlinhos, aunque nadie sabe que ella no es la madre del niño. Entre los secretos de la familia de Eva, Pérola descubre que su supuesta abuela (la abuela de Eva) es su verdadera madre. 
Las poderosas y ricas familias Pacheco Oliveira y Álvares Toledo tienen conexión y tienen una gran racha. En el pasado, el abuelo de Eva, Carlos Pacheco Oliveira, llegó a un acuerdo que llevó al padre de Pérola, Fernando Álvares Toledo (Luiz Carlos de Moraes), a suicidarse. Eva (Perola) tiene que lidiar con las intrigas entre los dos clanes rivales y dentro de su propia familia, que quiere quitarles la firma de las manos. Y competencia con su mayor rival, Tomás, que no comprende cómo Pérola resiste sus encantos, a pesar de la pasión que nace entre los dos. Sin embargo, la situación se complica cuando Tomás descubre que Carlinhos es su hijo. 

## Elenco
- Patrícia de Sabrit - Pérola Marques / Eva
- Vanusa Splinder - Eva
- Maximira Figueiredo - Rosália Pacheco Oliveira (Villana)
- Luiz Carlos Gonçalves - Carlos Pacheco Oliveira
- Dalton Vigh - Tomás Álvares Toledo
- Rildo Gonçalves - Carlos Pacheco Oliveira
- Cibele Larrama - Malvina Pacheco (Villana)
- Cléo Ventura - Renata
- Lia de Aguiar - Dona Branca
- Mariana Dubois - Lucila
- Fábio Cardoso - Laureano (Villano)
- Renato Modesto - Fernando Junior (Villano)
- Martha Mellingher - Miss Helen (Villana)
- Blota Filho - Zacárias (Villano)
- Luís Bacelli - Bejamin Weistain
- Marcela Leal - Ana Maria (Villana)
- Tadeu Menezes - Dante
- Giovanni Paravelli - Carlinhos